# Altan Khan
Pour les articles homonymes, voir Altan, Altan Khan des Khotogoid et Khan (homonymie).
Altan Khan (1502-1582) (mongol : ᠠᠯᠲᠠᠨ
ᠬᠠᠨ, VPMC : altan qan, cyrillique : Алтан Хаан, MNS : Altan Khaan : Khan d'Or ; chinois : 阿勒坦汗 ; pinyin : ālètǎn hàn, ce qui donne également Helatan Khan), dont le nom de naissance était Anda (mongol : ᠠᠨᠳᠠ, VPMC : anda, cyrillique : анд, MNS : And ; chinois : 俺答汗 ; pinyin : ǎndá hàn), était le chef de l'Aile droite (dzoungars) des Mongols et contrôla l'ensemble de la Mongolie.

## Biographie

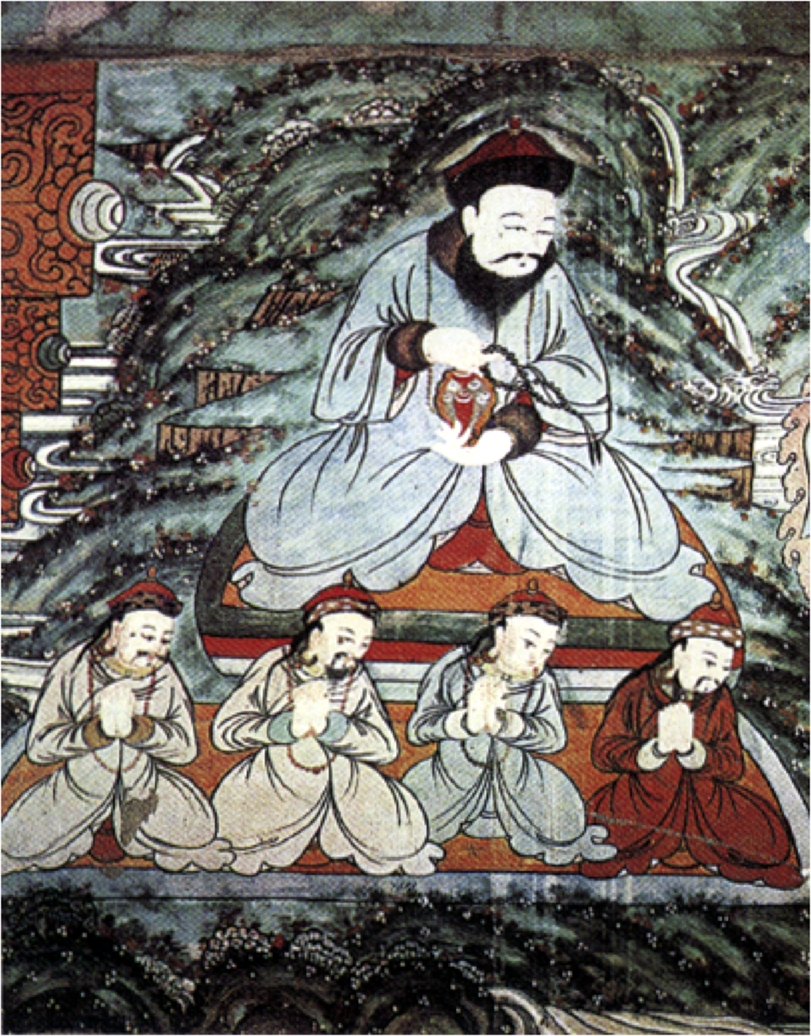
Altan Khan sur un Thangka

Il est le second fils du Jinong Bars Bolud et le petit-fils de Dayan Khan, qui avait réunifié les nobles mongols dans l'espoir de recouvrer la gloire du temps de la dynastie Yuan. Altan Khan dirige les Toumètes ou Tümed et son frère aîné Gün Bilig (mongol : ᠬᠦᠨᠪᠢᠯᠢᠭ
ᠮᠡᠷᠬᠡᠨ
ᠵᠢᠨᠤᠩ, cyrillique : Гүнбилиг мэргэн жонон, MNS : Günbilig mergen jonon), les Ordos. Après la mort de Gün Bilig en 1542, Altan devint le chef de facto de l'aile Droite mongole et reçoit le titre de Tösheetü Sechen Khan.
Lorsque Bodi Alagh Khan, le seigneur légitime des Mongols Chakhar, meurt en 1547, Altan force le successeur de Bodi Alagh, Daraisung Guden Khan (ou Darayisung Qüdeng Qagan), à s'enfuir à l'est. En 1551 Daraisung accepte un compromis avec Altan et reçoit le titre de Gegeen Khan. Il combat également les Oïrats (ou Kalmouks), qu'il chasse de Karakoroum en 1552, provoquant le départ de plusieurs de leurs princes vers l'ouest.
Altan Khan tente de rétablir la paix et les échanges commerciaux avec la Chine, mais il se heurte au refus des Ming qui tuent plusieurs de ses ambassadeurs à Pékin. Il entreprend alors des expéditions militaires contre la Chine, au nord du Shanxi et du Hebei. Dès 1529, il ravage la région de Dadong. En 1530 il envahit le Gansu (ou Kan sou) et saccage la frontière. En 1542, il vainc une armée des Ming et fait de nombreux prisonniers. En 1550 il pille et incendie les faubourgs de Pékin. Il ne peut prendre la ville, mais les raids continuent. L'empereur chinois est forcé de lui octroyer des privilèges commerciaux importants en 1570.
Altan Khan est connu pour le rétablissement des liens entre la Mongolie et le Tibet. Il invite Sonam Gyatso, alors abbé de Drépung et 3e de sa lignée de réincarnation, qui le rencontra le 15 mai 1578 près de la frontière mongolo-tibétaine à Tsavchaal (mongol : цавчаал) dans le Qinghai (ou Khökh nuur), au monastère de Thegchen Chonkhor. Il donna à Sonam Gyatso le titre de dalaï-lama lors de cette rencontre. Le terme gyatso est la traduction tibétaine du terme mongol dalaï (signifiant océan). Ce titre est dérivé du titre mongol de Dalaiyin-qan. Altan Khan choisit ce terme car il impliquait que Sonam Gyatso était le chef de toutes les écoles du bouddhisme tibétain. Il souhaitait ainsi que son propre projet politique soit poursuivi par Sonam Gyatso. En retour, le 3e dalaï-lama conféra à Altan Khan le titre de Chakravartin, roi du Dharma. Sonam Gyatso avait accepté de rencontrer Altan Khan dans le but de le persuader de mettre fin à ses attaques du Tibet et des Ming, lesquels le lui avaient demandé.
Altan Khan et son épouse Sanniangzi (三娘子, sānniángzǐ), établissent une ville en 1581 (à l'origine un monastère fortifié) et la nomment Hohhot, ce qui veut dire « ville bleue » en Mongol, d'après la couleur des murs du temple construits en briques bleues. La ville qui s'appelle aussi « Sanniangzi », est aujourd'hui la capitale de la Mongolie-Intérieure.
À la mort soudaine d'Altan Khan, son fils Sengge Düüreng poursuivit la politique de son père. En 1582, il informa le 3e dalaï-lama qui se trouvait au monastère de Kumbum, lui demandant de faire réaliser les obsèques. Le dalaï-lama se rendit en 1586 en Mongolie où il est mort en 1588, alors qu'il rentrait au Tibet.
Après la mort d'Altan, Sengge Düüreng lui succède comme Khan. Son empire qui s'étend du Kokonor à la Grande Muraille ne tarde pas à se désintégrer en domaines féodaux rivaux. L'absence de marchés et d'échanges entre les différents territoires ainsi que la politique de la dynastie Ming, qui s'efforcent de diviser les féodaux mongols, explique pour une part l'échec de la restauration de l'empire mongol.

## Famille
On lui connait 3 épouses et 9 fils :
1. Tikehatun;
  - Sengge Düüreng, (1522 - 1586), premier fils;
  - Buyan Taiji, (v.1524 - ?), deuxième fils;
  - Bingtu Yilden, (v.1528 - 1558), quatrième fils;
  - Balin Taiji, (v.1530 - 1578), cinquième fils;
  - Golig Taiji, (v.1532 - ?), sixième fils;
2. Mulun Khatun, ancienne épouse de son père, il l'épouse en 1519;
  - Tiebei Taiji, (v.1526 - 1557), troisième fils;
    1. Bahan Naji, (1553 - 1583)
3. Sanniangzi, (1550 - 24/6/1612)
  - Buddhašri, (1568 - 1597), septième fils;
  - Shachixingtaiji, (v.1570 - 1595), huitième fils;
  - Xuntaiji, (v.1572 - 1588), neuvième fils;

Ont lui connait de plus un fils adoptif, Qataiji, (v.1545 - 1591).